# Änderungsanforderung
Eine Änderungsanforderung (auch Change Request abgekürzt CR oder Request for Change abgekürzt RfC) bezeichnet im Änderungswesen von Projekten einen formalisierten Wunsch nach Veränderung der Eigenschaften eines bestimmten Produktmerkmals. Jede Änderungsanforderung sollte in einem kontrollierten Prozess bewertet, entschieden und kommuniziert werden.

## Merkmale
Eine Änderungsanforderung sollte folgende Details beinhalten:
- die Beschreibung der Produkteigenschaft, die geändert werden soll (konkret den Status quo)
- die Beschreibung der Produkteigenschaft, die hergestellt werden soll
- die Begründung für die Änderung (Motivation)
- die betroffene Produktversion
- das Datum der gewünschten Umsetzung
- das Datum der Erstellung der Änderungsanforderung
- den Namen des Erstellers der Änderungsanforderung
- eine Kostenschätzung der Änderung (ggf. getrennt nach internen und externen Kosten, Lizenzkosten, Personalkosten usw.)
- einen geschätzten Zeitaufwand für die geforderte Änderung (ggf. getrennt nach Konzeption, Entwicklung, Test usw.)

Eine Änderungsanforderung kann in bestehenden Vertragsverhältnissen zwischen Auftraggeber und Auftragnehmer nur gemeinsam freigegeben werden. In diesem Fall wird sie zum Vertragsbestandteil.

## Synonyme
Folgende Bezeichnungen werden in der Praxis gleichbedeutend verwendet:
- Änderungsantrag, Abk. ÄA
- engl. Change Request, Abk. CR[1][2][3][4][5]
- engl. Request For Change, Abk. RFC[6]; RFC wird auch in ITIL[7] und PRINCE2[8] verwendet
- Change Notice[9]
- Action Request (AR)[5]

Je nach Art der Änderung können verschiedene Anforderungen unterschieden werden, die im Wesentlichen das gleiche Konzept beschreiben:
- Engineering Change (EC)[10]
- engl. Engineering Change Request (ECR), technische Änderungsanforderung[9]
- Programm- oder Prozess- oder Product Change Request (PCR)

Engineering Change Order (ECO) ist ein separater Schritt nach dem ECR. Ist ein ECR genehmigt, wird ein ECO für die Umsetzung der Änderung erstellt.

## Beispiele
Beispiele aus der Softwareentwicklung, wo häufig Ticketsysteme zum Management von Änderungsanforderungen eingesetzt werden:
- Änderungsanforderungen fachlicher Art: Beim Test eines Mautsystems wird festgestellt, dass der Kilometerzähler rückwärts läuft, wenn das Fahrzeug aufgrund einer Baustelle auf der Gegenfahrbahn fährt. Der Kunde stellt deshalb beim Entwickler eine Änderungsanforderung.
- Änderungsanforderungen informationsverarbeitungstechnischer Art: Ein Kunde hat die Absicht, die komplette EDV seiner Firma von Windows XP auf Windows 7 umzustellen. Das wird den Softwareentwicklern, die für diese Firma gerade eine Anwendung entwickeln, mitgeteilt. Die Entwickler müssen Änderungen durchführen, die dafür sorgen, dass die Anwendung unter Windows 7 funktioniert.

### Weiterführende Literatur
- Christoph H. Loch, Christian Terwiesch: Accelerating the Process of Engineering Change Orders: Capacity and Congestion Effects. Journal of Product Innovation Management, 16 (2), 1999, 145–159.
- Peter Pikosz, Johan Malmqvist: A comparative study of engineering change management in three Swedish engineering companies. Proceedings of the DETC98 ASME Design Engineering Technical Conference, 1998, 78–85.